# Refúgio Misto da Vida Selvagem de Preciosa-Platanares
O Refúgio Misto da Vida Selvagem de Preciosa-Platanares (em castelhano:  Refugio de Vida Silvestre Mixto Preciosa-Platanares) é uma área protegida na Costa Rica, administrada sob a Área de Conservação de Osa. Foi criado em 1998 pelo decreto 26825-MINAE.